# Kastrup Glasværk
Kastrup Glasværk var ett danskt glasbruk. Det anlades i Kastrup utanför Köpenhamn 1847 av greve Christian Conrad Sophus Danneskiold-Samsøe som även ägde Holmegaard Glasværk. Kastrup Glasværk blev ett självständigt företag 1873 men återförenades med Holmegaards Glasværker 1965 och lades slutligen ned 1979. Formgivarna Jacob E. Bang, Michael Bang, Ibi Trier Mørch, Nanna Ditzel, Sigvard Bernadotte och Grethe Meyer arbetade tidvis för Kastrup Glasværk.

## Källa
- Nationalencyklopedin, Holmegaards Glasværker A/S. (hämtad 2018-12-19)